# Gradac (Kroatien)
 Gradac ist eine Gemeinde mit 2401 Einwohnern (Volkszählung 2021) in der Gespanschaft Split-Dalmatien in Kroatien.
Zur Gemeinde Gradac gehören auch noch die nördlich gelegenen Ortschaften Drvenik (mit Fährhafen zur Insel Hvar), Zaostrog, Podaca und Brist. Sie liegt ziemlich genau zwischen Split und Dubrovnik. Gradac ist der südlichste Ort der Makarska Riviera und ist für den längsten Strand dieser Region bekannt, welcher sich etwa sechs Kilometer ausdehnt.

## Geografie
Der Ortskern von Gradac liegt auf einer kleinen Landzunge, zu beiden Seiten erstrecken sich langgezogene Kieselstrände. Südlich der Landzunge zieht sich der Ortskern mit seiner Uferpromenade entlang der Bucht Vodice. Nördlich der Landzunge beginnt die Bucht Bosac mit ihrer Strandpromenade. Diese Promenade erstreckt sich am Hotel Labineca vorbei bis in die Orte Brist und Podaca.

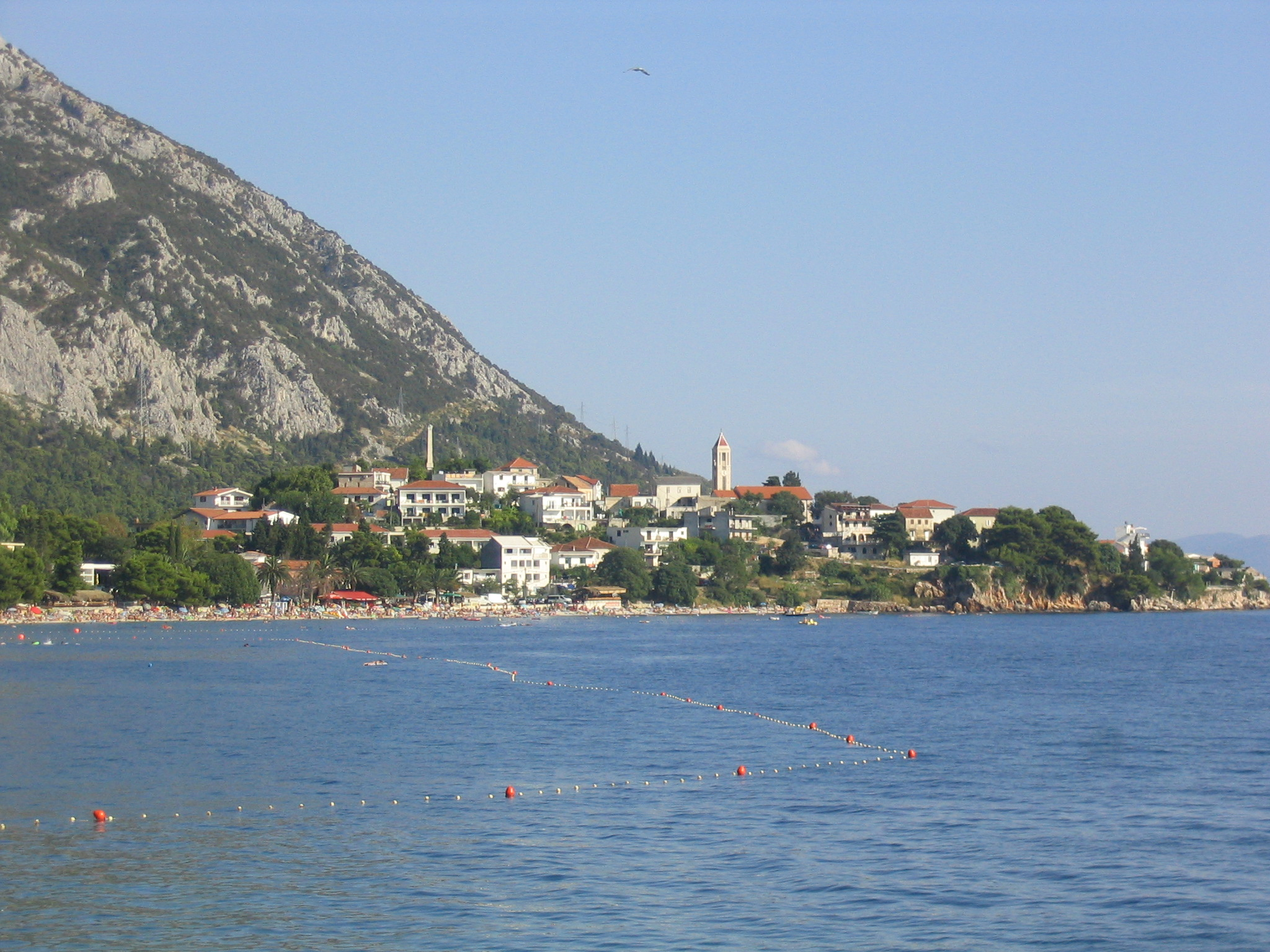
Gradac
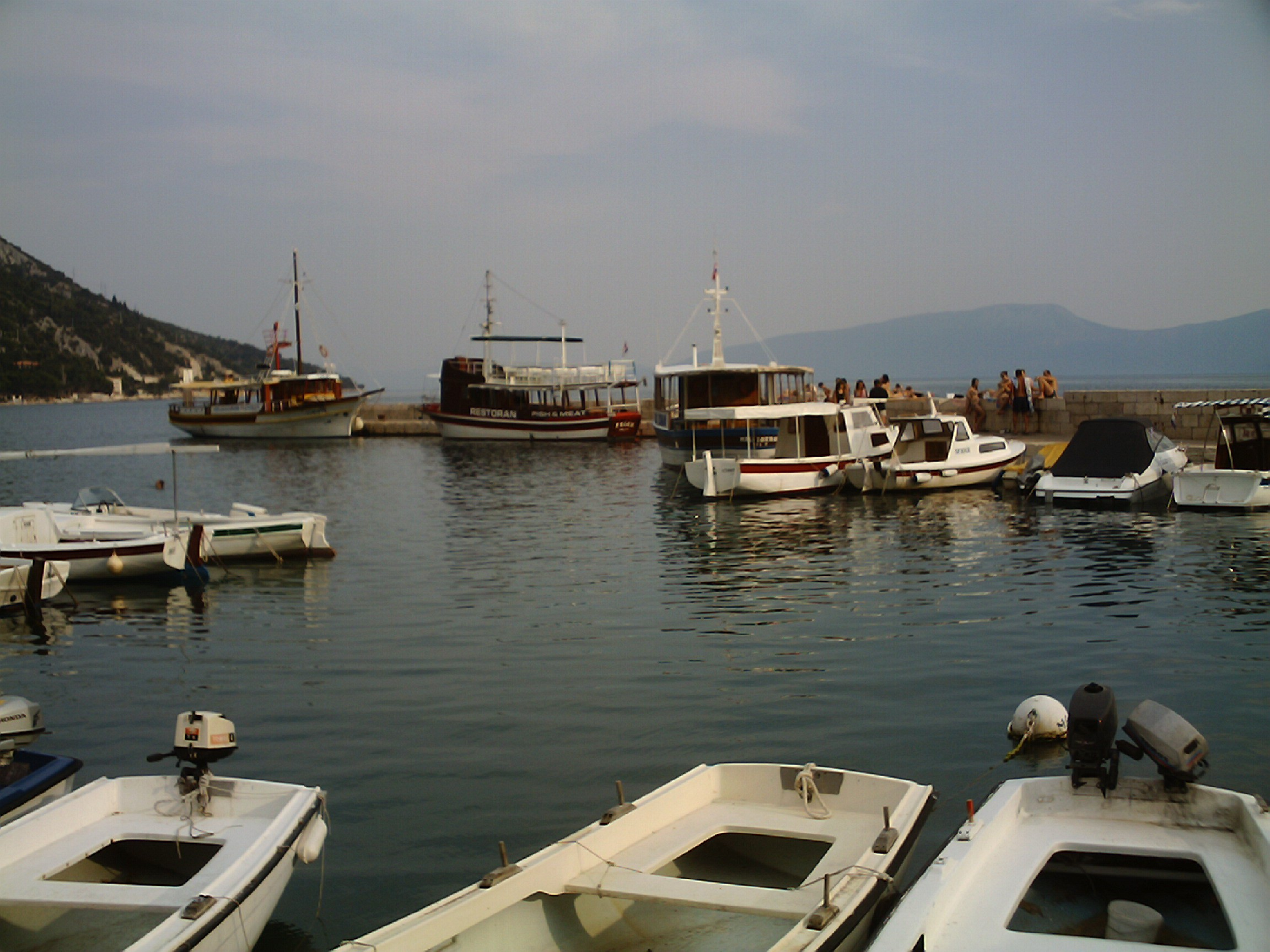
Der Hafen von Gradac.
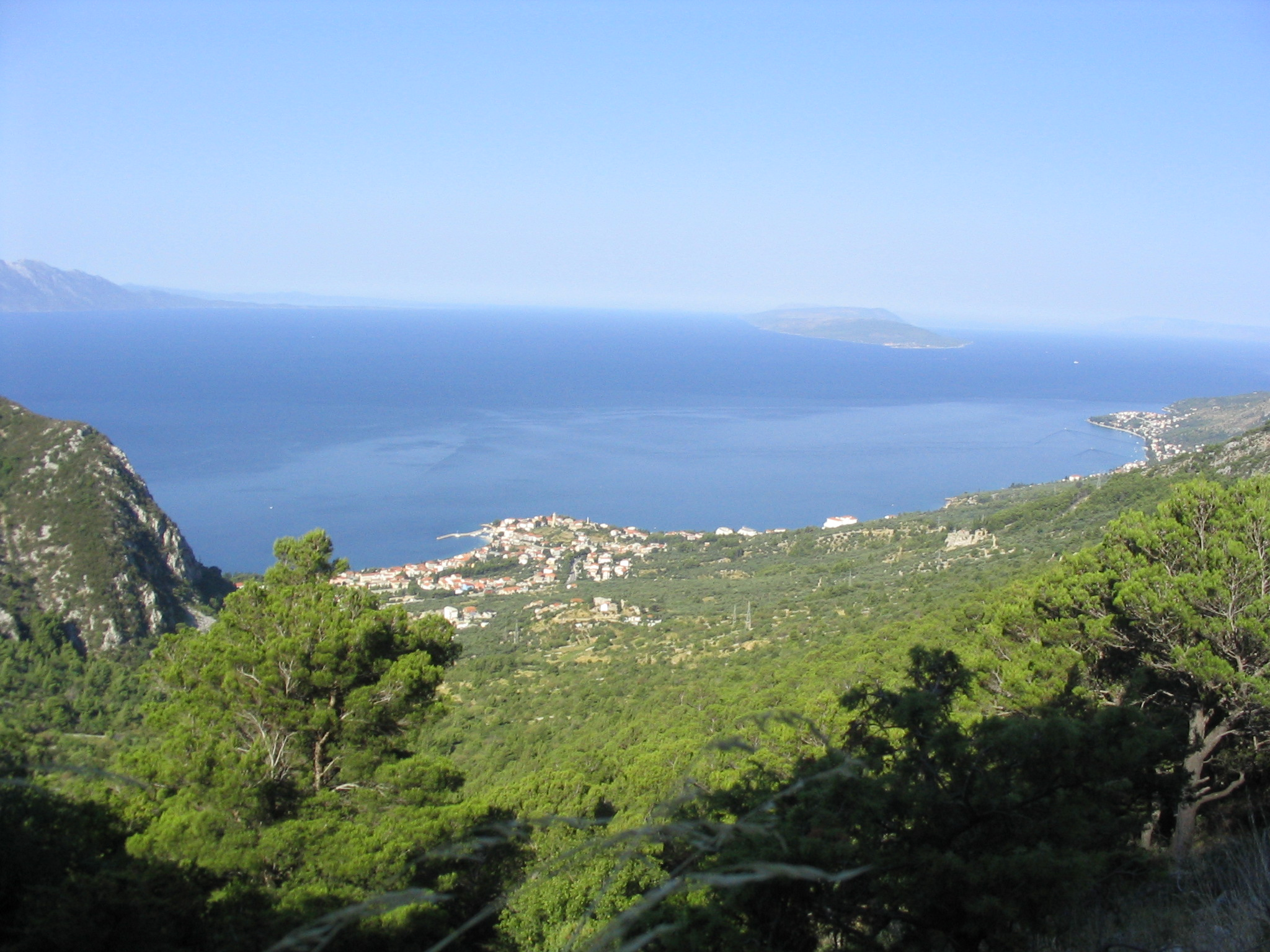
Blick auf Gradac
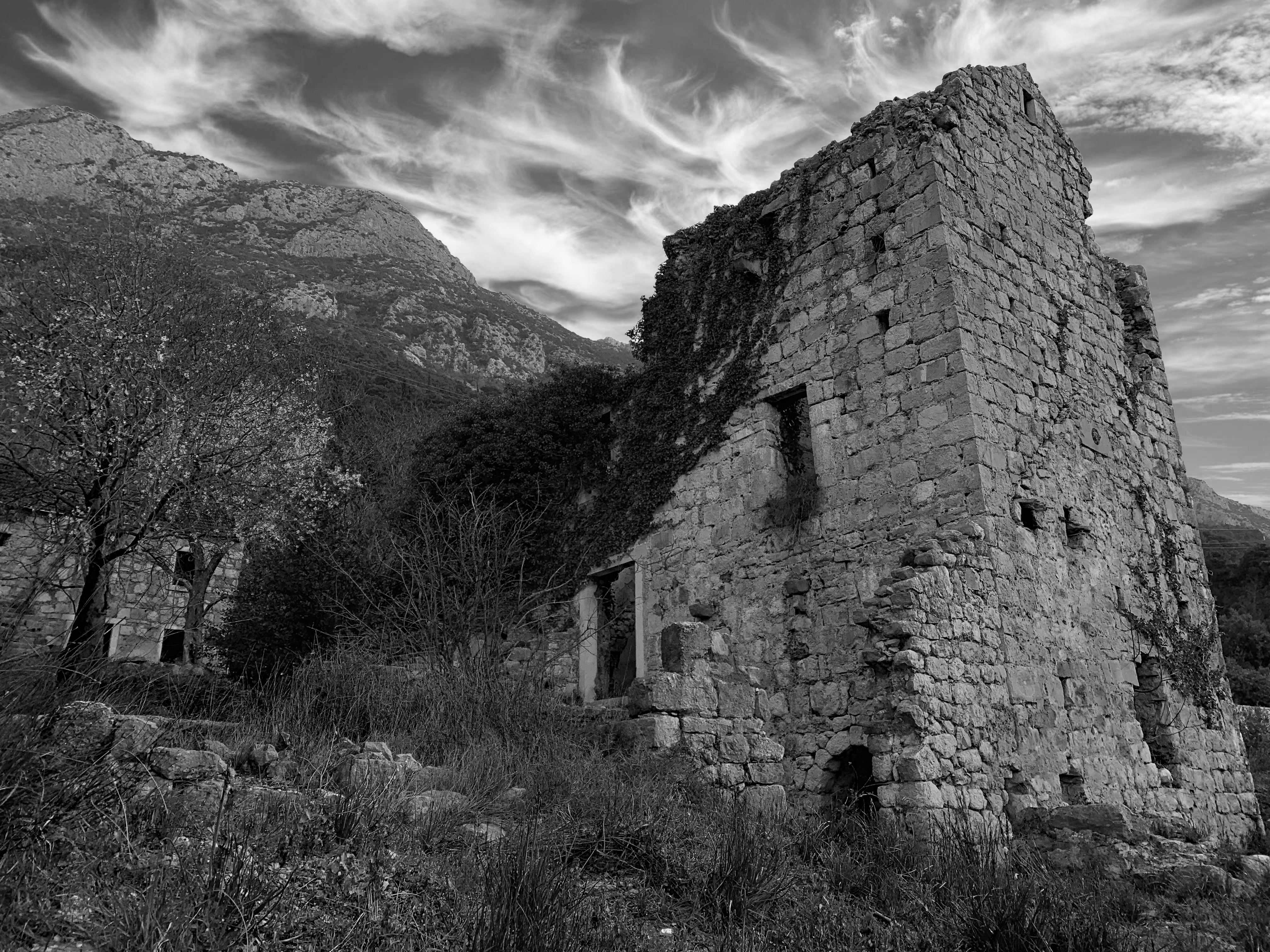
Čista

## Geschichte
Früher wurde der Ort als Labineca erwähnt und er befand sich abseits des Meeres an einem Berghang. Eine Festung, welche sich hier vor etwa 300 Jahren  befand, gab dem Ort seinen heutigen Namen.
In vielen slawischen Sprachen bedeutet „Grad“ Burg bzw. Festung. Gradec (oder Gradac) ist eine kleine Festung. Eines der bekannteren Beispiele dafür ist die Stadt Graz (Österreich) die ursprünglich eine slawische Siedlung war.
Anfang des 20. Jh. wurde Gradac in den Staat Jugoslawien integriert. Als das Königreich Jugoslawien im Zweiten Weltkrieg durch die Achsenmächte zerschlagen worden war, wurde der Ort durch die Machtübernahme der faschistischen Ustaša im Jahr 1941 eine Gemeinde des Unabhängigen Staates Kroatien. Nach Ende des Krieges gehörte es wieder zu Jugoslawien. Die Gemeinde wurde von italienischen Truppen im Zweiten Weltkrieg weitgehend zerstört und anschließend wiederaufgebaut.

## Wirtschaft
Haupteinnahmequelle sind die Landwirtschaft, die Fisch- und Olivenzucht, aber auch der Tourismus (das erste Hotel wurde 1919 eröffnet).

## Sehenswertes

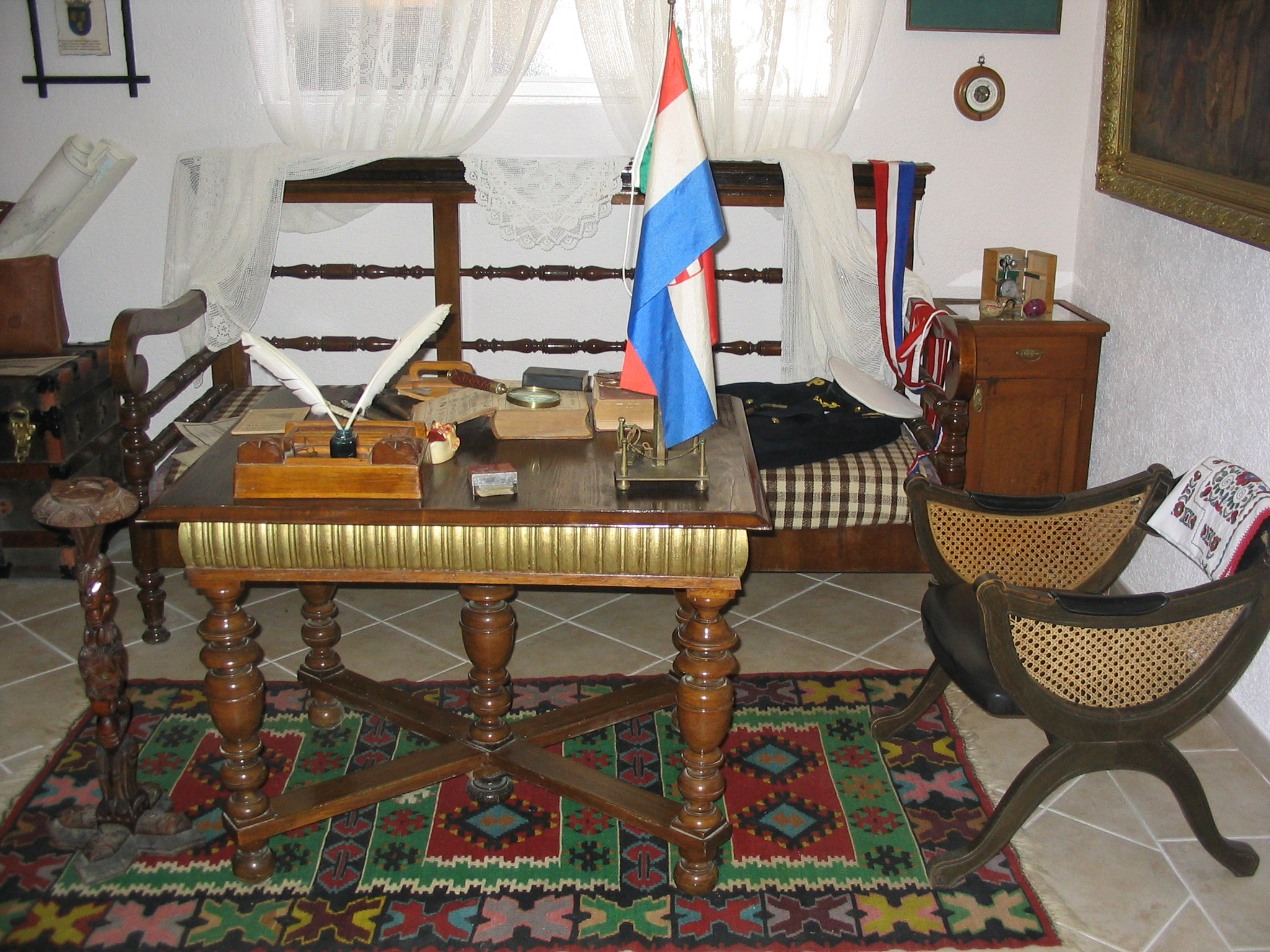
Das Arbeitszimmer eines Kapitäns im Heimatmuseum.

Auf dem Stadthügel ist schon von Weitem eine Stele zu sehen. Zu früheren Zeiten befand sich hier eine Figur, von der nun ein größeres Bruchstück ihr zu Füßen liegt.
Das älteste Bauwerk des Ortes ist die Kapelle des hl. Pasquale auf dem Berg Plana.
Ein kleines Heimatmuseum über die ältere und jüngere Geschichte des Ortes befindet sich im alten Ortskern von Gradac in der Nähe, der auf der Halbinsel gelegenen Kirche Sveti Mihovil. Hier ist unter anderem der Nachlass eines Kapitäns zu sehen, eine Sammlung von Musik-Instrumenten aus aller Welt und Alltags-Gegenstände aus früheren Zeiten.
In der Nähe von Gradac gibt es ein verlassenes Dorf namens Cista, das früher Sitz eines ehemaligen türkischen Verwaltungsbezirkes war. Zu sehen sind die Reste eines alten Turmes aus dem 16. Jahrhundert.

## Kulinarisches
Von den gastronomischen Spezialitäten der Region sind besonders der Fischeintopf nach Neretva-Art (Neretvanski brodet) und gegrillte Aale erwähnenswert.